# 重农抑商
重农抑商是中国古代的一種经济政策，統治者將農業視為本業，商業視為末業，故重农抑商也被称为重本抑末。是指政府只重视农业生产，抑制商业的发展。

## 歷史
早在春秋時期，管仲在齐国就已推行重農抑商政策。商鞅变法时，商鞅又在秦國推行重农抑商政策。戰國時期法家人物韩非子提出耕農為本務、工商為末作，並認為工商业者是国家的“五蠹”（五類害蟲）之一，應予以剷除。荀子則認為農業可使「國富」，而工商業會使「國貧」，《呂氏春秋》也有類似思想。
秦始皇消滅六國后，繼續在秦朝推行重農抑商政策，並多次遣发商人到边境戍守。此後歷代王朝均堅持重農抑商政策。但在南宋時期，葉適率先對重農抑商提出質疑。明清之際的黃宗羲又提出工商皆本。鴉片戰爭後該政策逐步取消。甲午戰爭後，清朝政府甚至發佈命令明確表示支持工商業發展。